# Hopeful Tragedy Records
Hopeful Tragedy Records ist ein 2007 gegründetes kanadisches Plattenlabel. Gründer des Labels ist die kanadische Alternative-Rock-Band Your Favorite Enemies.

## Geschichte
Das Label wurde von der Band Your Favorite Enemies im April 2007 in Quebec gegründet. Grund für die Gründung des Labels war die Vermarktung der eigenen Veröffentlichungen. Im Juni 2007 veröffentlichte die Band ihre EP And If I Was to Die in the Morning… Would I Still Be Sleeping with You, und ein Jahr später folgte das Debütalbum Love Is a Promise Whispering Goodbye. Inzwischen stehen weitere Künstler bei dem Label unter Vertrag.

## Bands und Künstler
- Alex Henry Foster
- 10 After 10
- Biosphere
- Your Favorite Enemies
- Carabine
- DJ Redemption
- Leeman
- Sef Lemelin
- Pinkie
- Osaka Motel
- The Invisible Rainbow
- Salament
- DJ White
- Zörg